# Nothrus silvestris
Nothrus silvestris är en kvalsterart som beskrevs av Hercule Nicolet 1855. Nothrus silvestris ingår i släktet Nothrus och familjen Nothridae.

## Underarter
Arten delas in i följande underarter:
- N. s. silvestris
- N. s. bistilus
- N. s. exilior